# Alfredo Zibechi
Juan Alfredo Zibechi Rossi, teils auch als Alfredo Zibecchi geführt, (* 30. Oktober 1895 in Montevideo; † 19. Juni 1958) war ein uruguayischer Fußballspieler.

## Verein
Der el Pelado genannte Mittelfeldspieler Zibechi, Bruder von Pedro und Armando Zibechis, spielte von 1915 bis 1916 zunächst für die Montevideo Wanderers in der Primera División. 1917 wechselte er zum Konkurrenten Nacional, wo er schließlich bis 1928 zum Kader gehörte. 1917, 1919, 1920, 1922, 1923 und 1924 gewann sein Verein jeweils die uruguayische Meisterschaft.

## Nationalmannschaft
Zibechi war auch Mitglied der uruguayischen A-Nationalmannschaft. Insgesamt absolvierte er von seinem Debüt am 12. September 1915 bis zu seinem letzten Spiel für die Celeste am 2. November 1924 39 Länderspiele, in denen er einen Treffer erzielte. Er nahm mit der Nationalelf an sechs Südamerikameisterschaften teil. Dies waren die Turniere 1916, 1919, 1920, 1921, 1922 und 1924. 1916, 1920 und 1924 gewann Uruguay den Titel. Mit dem Kader der Celeste bei den Olympischen Sommerspielen 1924 feierte Zibechi seinen größten Karriereerfolg. Man wurde Olympiasieger.
Überdies wirkte er noch an der Copa Newton 1915, der Copa Independencia Argentina 1916 (möglicherweise identisch mit der Südamerikameisterschaft jenes Jahres), der Copa Gran Premio de Honor Uruguayo 1918 und der Copa Club Círculo de La Prensa 1919 mit. Aus diesen Veranstaltungen ging sein Heimatland ebenfalls als Sieger hervor.

## Erfolge

### Nationalmannschaft
- Olympiasieger 1924
- 3× Südamerikameister (1916, 1920, 1924)
- Copa Newton 1915
- Copa Independencia Argentina 1916
- Copa Gran Premio de Honor Uruguayo 1918
- Copa Club Circulo de La Prensa 1919

### Verein
- Uruguayischer Meister (1917, 1919, 1920, 1922, 1923 und 1924)